# Theia (titanisz)
Theia a titaniszok egyike a görög mitológiában. Uranosz és Gaia gyermeke. Testvérei a titánok és titaniszok, valamint a hekatonkheirek és a küklópszok. Férje Hüperión. Gyermekei: Héliosz (a Nap istene), Szeléné (a Hold istennője), Éósz (a hajnal istennője). Neve Thia alakban is előfordul.